# Hydropsyche tana
Hydropsyche tana là một loài Trichoptera trong họ Hydropsychidae. Chúng phân bố ở miền Tân bắc.